# Örebro HK 2017/2018
Svenska hockeyligan 2017/2018 var Örebro HK:s femte säsong i SHL, sedan laget debuterade i SHL säsongen 2013/2014.

## SHL
Dagen efter att grundserien var slutspelad, den 10 mars 2017, samt säsongen 2016/2017 var över för Örebro, meddelade Örebros general manager, Pontus Gustafsson att han slutar efter sex år på sin post. Den 11 mars 2017 meddelade föreningens ordförande Ulf Gejhammar att Mikael Johansson blir ny VD för Örebro HK.
Den 13 mars 2017 började Örebro meddela förändringar inför säsongen, bland annat att fem spelare går vidare till andra klubbar, Julius Hudacek, Petr Zamorsky, Martin Johansson, Bobbo Petersson och Johan Motin. Julius Hudacek bröt tillsammans med klubben det kontrakt vilket sträckte sig även över säsongen 2017/2018. Den 15 mars meddelades att Marcus Weinstock, Kalle Olsson och Johan Wiklander fortsätter även säsongen 2017/2018. Samtidigt meddelades att Peter Andersson, Lucas Lessio och Greg Squires inte kommer tillhöra truppen säsongen 2017/2018. Den 27 mars 2017 meddelade Örebro att man skrivit ett kontrakt över två säsonger med Jonathan Andersson från AIK. Den 6 april 2017 meddelades att man skrivit ett tvåårskontrakt med den finländska forwarden Sakari Manninen. Den 10 april 2017 meddelades att Alexander Hellström och Örebro förlängde med varandra, med ett kontrakt över tre säsonger.
Den 18 april 2017 meddelades att Örebro Hockey förlängt kontraktet med assisterande coach Petri Liimatainen, vilket gällde för säsongen 2017/2018. Den 21 april bjöd Örebro HK in supportrar till en Silly Season-AW i Behrn Arena. I samband med eventet presenterades Christopher Mastomäki som ett nyförvärv, med ett kontrakt på två år. Den 25 april 2017 meddelade Örebro HK två nyheter, dels att man gemensamt med Siim Liivik kommit överens om att bryta kontraktet mellan sig, ett kontrakt som sträckt sig även över säsongen 2017/2018. Senare samma dag meddelades att den tjeckiske backen Ondrej Vitasek värvats från HC Bílí Tygři Liberec, där kontraktet är skrivet på två säsonger. Den 26 april 2017 meddelade Mora IK att klubben skrivit ett tvåårskontrakt med Michael Haga. Haga blev den 12:e spelaren som fick lämna truppen, trots att han hade ett år kvar på sitt kontrakt.
Den 5 maj 2017 meddelade Örebro att man skrivit ett ettårskontrakt med den finländska målvakten Eero Kilpeläinen. Under säsongen 2016/2017 hade Kilpeläinen spelat för KalPa. Den 10 maj 2017 blev det offentligt att Daniel Marmenlind lämnade Örebro, för att istället spela för Lindlövens IF. Den 12 maj 2017 meddelades att Jere Sallinen återvände till Örebro, ett lag som han spelade för säsongen 2013/14. Sallinen bidrog en stor del till att Örebro klarade sig kvar i SHL genom kval. Sallinen kom närmast ifrån Bakersfield Condors, och kontraktet med Sallinen är för två säsonger.
Den 1 juni 2017 presenterades backen Linus Arnesson som en ny spelare, där parterna skrivit ett kontrakt på 2+1 år. Arnesson kom närmast från Providence Bruins. Den 16 juni 2017 meddelade klubben att man skrivit ett tvåårskontrakt med Niklas Eriksson. Eriksson kom närmast från Almtuna, men hade redan under våren säsongen 2016/2017 hyrts in. Eriksson fick rollen att ansvara för den individuella utvecklingen för A-lagsspelarna. Den 19 juni 2017 presenterades Filip Ahl som ny forward. Ahl kom närmast från Regina Pats i WHL och kontraktet gäller för säsongen 2017/2018. Den 20 juni 2017 presenterades lettiske centern Rodrigo Ābols. Ābols kom närmast ifrån Acadie-Bathurst Titan i kanadensiska QMJHL. Kontraktet med Ābols gäller för säsongen 2017/2018 samt 2018/2019. Den 29 juni 2017 meddelade Örebro HK att tre spelarnyheter. Dels att man skrivit ett ettårskontrakt med kanadensiska backen Daine Todd. Todd kom närmast från Luleå Hockey, efter att båda parterna bröt hans tvåårskontrakt. De två andra spelarna som presenterades var kanadensiska tvillingbröderna Tylor Spink och Tyson Spink. Bröderna kommer närmast från Toledo Walleye i ECHL, och anslöt på ett try out-kontrakt mellan den 24 juli och 31 augusti.
Mellan 17 och 19 augusti 2017 deltog Örebro i Köln Cup 2017, vilken arrangerades av Kölner Haie. Där Örebro mötte tyska Kölner Haie, Rögle samt schweiziska Lugano, vilka man gick segrande ur, och stod som segrare till Köln Cup 2017. Den 19 augusti 2017 meddelade Örebros sportchef Niklas Johansson att klubben skrivit ett tvåårskontrakt med tvillingbröderna Tyson och Tylor Spink, vilka hade ett try out kontrakt fram till den 31 augusti.
Den 15 september 2017 presenterades kanadensiska backen Victor Bartley som ett nyförvärv. Kontraktet med Victor Bartley är skrivet på två år. Vid samma tidpunkt meddelades att kontraktet med Ondrej Vitasek bröts. Den 16 september 2017 spelade Örebro sin första seriematch för säsongen, då SHL hade sin premiäromgång. Örebro började på bortaplan mot Luleå Hockey. 
Den 27 december 2017 lånades backen Viktor Amnér in från Mora IK för två matcher, på grund av skador i Örebrolaget. Den 1 februari 2018 presenterades forwarden Anton Hedman som ett nyförvärv. Hedman kom närmast från Luleå HF och skrev ett kontrakt till och med säsongen 2018/2019, och debuterade i Örebro den 3 februari 2018 mot Rögle BK. Den 3 februari 2018 presenterades även forwarden Jeremy Williams, som ett lån säsongen ut från tyska Straubing Tigers. Den 7 februari 2018 presenterades Nick Ebert som ny back säsongen ut. Nick Ebert kom närmast från HC Slovan Bratislava i KHL. Den 12 februari 2018 meddelade Örebro HK att Libor Hudáček lånas ut till Färjestad BK resterande del av säsongen.
Inför OS-uppehållet 11–23 februari hade Örebro och Brynäs en hängmatch från omgång 4 som spelade den 15 februari. Matchen spelade i Gävle och vanns av Örebro, vilken var Örebros första seger på nio omgångar. Segern var för övrigt Örebros första vinst mot Brynäs på ordinarie tid i SHL-sammanhang i Gavlerinken. Inför matchen hade bland annat Jere Sallinen presenterats som ny lagkapten. Viktor Ekbom som hade haft rollen som lagkapten sedan Henrik Löwdahl slutade, blev istället tillsammans med Joakim Andersson, Victor Bartley och Linus Arnesson assisterande lagkapten.  Vidare presenterades Chris Hamilton som performance coach, i syfte att hjälpa tränarstaben med prestationen på kort sikt. Den 16 februari 2018 blev Örebro det sista laget av värva innan transferfönstret stängde för säsongen. Den spelare som presenterades var backen Ari Gröndahl från finländska Sport.
I omgång 50 mot Karlskrona HK, vilken spelade den 6 mars 2018 och som Örebro vann med 5–0, presenterade supporterklubben 14-3 säsongens vinnare av MVP i Örebro Hockey, där Tom Wandell fick priset som årets mest värdefulla spelare (MVP). I den 51:a omgången, som spelade den 8 mars 2018, säkrade Örebro spel i SHL för säsongen 2018/2019. Det genom 3–0 vinst borta mot Mora IK. Den 10 mars 2018 spelade Örebro sin sista match hemma mot Djurgården Hockey, vilken Örebro förlorade på övertid med 2–3. Örebro slutade på 12:e plats i serien, och missade för andra året i rad SM-slutspelet.

## Försäsongsmatcher
- 10 augusti: AIK–Örebro: HK 4–2 (spelades i Pinbackshallen, Märsta)
- 17 augusti: Kölner Haie–Örebro HK: 1–5 (Köln Cup, spelades i Kölnarena 2, Köln)
- 18 augusti: Örebro HK–Rögle BK: 4–0 (Köln Cup, spelades i Kölnarena 2, Köln)
- 19 augusti: HC Lugano–Örebro HK: 3–5 (Köln Cup, spelades i Kölnarena 2, Köln)
- 29 augusti: Örebro HK–Djurgården Hockey: 2–4 (spelades i Köpings ishall, Köping)
- 31 augusti: Örebro HK–Linköping HC: 2–0 (spelades i ICA Maxi Arena, Kumla)
- 6 september: Örebro HK–Brynäs IF: 3–5 (spelades i TBO/Ågården Arena, Arboga)
- 8 september: Färjestad BK–Örebro HK: 5–2 (spelades i Åmåls ishall, Åmål)

## Tabell
| Nr | Lag            | S  | V  | ÖV | ÖF | F  | GM  | IM  | MS  | P   |
| -- | -------------- | -- | -- | -- | -- | -- | --- | --- | --- | --- |
| 1  | Växjö Lakers   | 52 | 34 | 6  | 2  | 10 | 169 | 104 | +65 | 116 |
| 2  | Djurgårdens IF | 52 | 23 | 9  | 8  | 12 | 153 | 111 | +42 | 95  |
| 3  | Frölunda HC    | 52 | 25 | 7  | 5  | 15 | 159 | 137 | +22 | 94  |
| 4  | Färjestad BK   | 52 | 23 | 6  | 6  | 17 | 174 | 145 | +29 | 87  |
| 5  | Skellefteå AIK | 52 | 26 | 3  | 3  | 20 | 145 | 118 | +27 | 87  |
| 6  | Malmö Redhawks | 52 | 20 | 8  | 10 | 14 | 152 | 138 | +14 | 86  |
| 7  | Luleå HF       | 52 | 19 | 10 | 4  | 19 | 128 | 117 | +11 | 81  |
| 8  | HV71 (RM)      | 52 | 21 | 6  | 6  | 19 | 145 | 143 | +2  | 81  |
| 9  | Linköping HC   | 52 | 21 | 3  | 9  | 19 | 135 | 130 | +5  | 78  |
| 10 | Brynäs IF      | 52 | 21 | 2  | 3  | 26 | 132 | 148 | −16 | 70  |
| 11 | Rögle BK       | 52 | 16 | 4  | 5  | 27 | 132 | 169 | −37 | 61  |
| 12 | Örebro HK      | 52 | 14 | 4  | 8  | 26 | 121 | 151 | −30 | 58  |
| 13 | Mora IK (U)    | 52 | 13 | 5  | 2  | 32 | 104 | 163 | −59 | 51  |
| 14 | Karlskrona HK  | 52 | 11 | 4  | 6  | 31 | 101 | 176 | −75 | 47  |

## Laguppställning
Uppdaterad den 13 mars 2018.

| Nr | Nat        | Spelare               | Pos | S/H | Ålder | Värvad    | Födelseort                      |
| -- | ---------- | --------------------- | --- | --- | ----- | --------- | ------------------------------- |
| 30 | Sverige    | Axel Brage            | M   | L   | 36    | 2016/2017 | Stockholm, Stockholms län       |
| 37 | Finland    | Eero Kilpeläinen      | M   | L   | 39    | 2017/2018 | Jockas, Södra Savolax           |
| 4  | Sverige    | Arvid Aronsson        | B   | L   | 27    | Junior    | Kungsbacka, Hallands län        |
| 5  | Sverige    | Gustav Backström      | B   | L   | 30    | 2014/2015 | Lindesberg, Örebro län          |
| 7  | Sverige    | Alexander Hellström   | B   | L   | 37    | 2015/2016 | Falun, Dalarnas län             |
| 22 | Sverige    | Jonathan Andersson    | B   | L   | 31    | 2017/2018 | Valdemarsvik, Östergötlands län |
| 28 | Sverige    | Linus Arnesson (A)    | B   | L   | 30    | 2017/2018 | Stockholm, Stockholms län       |
| 57 | Kanada     | Daine Todd            | B   | R   | 38    | 2017/2018 | Red Deer, Alberta, Kanada       |
| 74 | USA        | Nick Ebert            | B   | R   | 30    | 2017/2018 | Livingston, New Jersey          |
| 78 | Kanada     | Victor Bartley (A)    | B   | L   | 37    | 2017/2018 | Ottawa, Ontario                 |
| 81 | Finland    | Ari Gröndahl          | B   | R   | 35    | 2017/2018 | Helsingfors, Nyland             |
| 88 | Sverige    | Viktor Ekbom (A)      | B   | L   | 35    | 2013/2014 | Falköping, Västra Götalands län |
| 8  | Kanada     | Tyson Spink           | F   | R   | 32    | 2017/2018 | Williamstown, Ontario           |
| 9  | Kanada     | Tylor Spink           | F   | R   | 32    | 2017/2018 | Williamstown, Ontario           |
| 12 | Sverige    | Glenn Gustafsson      | F   | L   | 26    | 2016/2017 | Sorunda, Stockholms län         |
| 14 | Sverige    | Tom Wandell           | F   | L   | 38    | 2016/2017 | Södertälje, Stockholms län      |
| 17 | Sverige    | Daniel Viksten        | F   | R   | 35    | 2014/2015 | Mora, Dalarnas län              |
| 18 | Sverige    | Joakim Andersson (A)  | F   | L   | 36    | 2016/2017 | Munkedal, Västra Götalands län  |
| 19 | Kanada     | Jeremy Williams       | F   | R   | 41    | Lån       | Regina, Saskatchewan            |
| 20 | Sverige    | Marcus Weinstock      | F   | L   | 41    | 2010/2011 | Varberg, Hallands län           |
| 21 | Lettland   | Rodrigo Ābols         | F   | L   | 29    | 2017/2018 | Riga, Lettland                  |
| 25 | Sverige    | Anton Hedman          | F   | L   | 38    | 2017/2018 | Stockholm, Stockholms län       |
| 33 | Sverige    | Christopher Mastomäki | F   | L   | 28    | 2017/2018 | Nacka, Stockholms län           |
| 42 | Sverige    | Kalle Jellvert        | F   | L   | 29    | 2014/2015 | Örebro, Örebro län              |
| 51 | Sverige    | Gustaf Franzén        | F   | R   | 28    | 2016/2017 | Valdemarsvik, Östergötlands län |
| 56 | Sverige    | Johan Wiklander       | F   | L   | 38    | 2010/2011 | Hägersten, Stockholms län       |
| 65 | Finland    | Sakari Manninen       | F   | L   | 33    | 2017/2018 | Uleåborg, Norra Österbotten     |
| 76 | Finland    | Jere Sallinen (C)     | F   | L   | 34    | 2017/2018 | Esbo, Nyland                    |
| 85 | Sverige    | Kalle Olsson          | F   | L   | 40    | 2012/2013 | Munkedal, Västra Götalands län  |
| 90 | Slovakien  | Libor Hudáček         | F   | R   | 34    | 2015/2016 | Spišská Nová Ves, Košice        |
| 93 | Sverige    | Filip Ahl             | F   | L   | 37    | 2017/2018 | Jönköping, Jönköpings län       |

## Transferfönstret 2017/2018
Transferfönstret nedan gäller för perioden 16 maj 2017–15 februari 2018. Uppdaterad 18 februari 2018. Eliteprospects.com Team Roster/Transfer Läst 18 februari 2018. orebrohockey.se Lagbygget inför 2017/18 Läst 18 februari 2018
| - Jonathan Andersson (D), från AIK - Sakari Manninen (C/LW), från HPK - Christopher Mastomäki (C), från Luleå HF - Ondrej Vitasek (D), från HC Bílí Tygři Liberec - Eero Kilpeläinen (G), från KalPa - Jere Sallinen (LW/RW), från Edmonton Oilers/Bakersfield Condors - Linus Arnesson (D), från Boston Bruins/Providence Bruins - Niklas Eriksson (assisterande tränare), från Almtuna IS - Rodrigo Ābols (C), från Portland Winterhawks/Acadie-Bathurst Titan - Filip Ahl (LW/RW), från Regina Pats - Daine Todd (D), från Luleå Hockey - Tylor Spink (C), från Toledo Walleye - Tyson Spink (LW/RW), från Toledo Walleye - Victor Bartley (D), klubblös - Viktor Amnér (D), från Mora IK (endast lån för två matcher) - Anton Hedman (LW), från Luleå Hockey - Jeremy Williams (RW), från Straubing Tigers (lån) - Nick Ebert (D), från HC Slovan Bratislava - Ari Gröndahl (D), från Sport | - Július Hudáček (G), till Severstal Tjerepovets - Bobbo Petersson (D), till Karlskrona HK - Petr Zámorský (D), till HC Sparta Prag - Johan Motin (D), till Lukko - Peter Andersson (D), till Växjö Lakers Hockey - Martin Johansson (LW), till Färjestads BK - Lucas Lessio (LW/RW), till Dinamo Riga - Greg Squires (RW), till HC Red Star Kunlun - Fredric Andersson (C), till IF Björklöven - Emil Eriksson (C/LW), till HC Vita Hästen - Siim Liivik (D), till KooKoo - Michael Haga (C/LW), till Mora IK - Oscar Fröberg (G), till Almtuna IS - Daniel Marmenlind (G), till Lindlövens IF - Johan Adolfsson (LW/RW), till HC Vita Hästen - Nicklas Grossmann (D), till Södertälje SK - Joel Mustonen (C), till Pelicans - Rasmus Fyrpihl (C), slutar - Ondrej Vitasek (D), till HK Jugra Chanty-Mansijsk (kontraktet bröts innan säsongspremiären) - Viktor Amnér (D), till Mora IK (endast lån för två matcher) - Libor Hudáček (RW), till Färjestad BK |